# Paus Clemens IX
Paus Clemens IX, geboren als Giulio Rospigliosi (Pistoia, 28 januari 1600 – Rome, 9 december 1669) was paus van 1667 tot zijn dood.
Clemens werd geboren in Pistoia en studeerde filosofie en theologie aan de universiteit van Pisa. In 1644 benoemde paus Innocentius X hem tot pauselijk nuntius in Spanje. Paus Alexander VII verhief hem tot kardinaal, later ook tot kardinaal-staatssecretaris. Tijdens het conclaaf van 1667 werd hij gekozen tot paus.
Tijdens zijn korte pontificaat gebeurde weinig opmerkelijks. Tevergeefs trachtte hij de Europese vorsten te overtuigen van het dreigende gevaar van een Ottomaanse inval. De paus speelde een rol als bemiddelaar bij de onderhandelingen over het Vredesverdrag van Aken, dat een einde maakte aan de Devolutieoorlog.
De paus had de gewoonte om dagelijks dertien armlastige Romeinen uit te nodigen die hij dan zelf van eten en drinken voorzag. Toen hij stierf werd zijn dood in Rome diep betreurd.

## Canonisaties
- Petrus van Alcántara, Spaans mysticus

Cursief: tegenpaus